# Lone Elm
Lone Elm es una ciudad ubicada en el condado de Anderson en el estado estadounidense de Kansas. En el año 2010 tenía una población de 25 habitantes y una densidad poblacional de 125 personas por km².

## Geografía
Lone Elm se encuentra ubicada en las coordenadas 38°4′47″N 95°14′33″O / 38.07972, -95.24250 (38.079750, -95.242515).

## Demografía
Según la Oficina del Censo en 2000 los ingresos medios por hogar en la localidad eran de $32,500 y los ingresos medios por familia eran $31,250. Los hombres tenían unos ingresos medios de $36,250 frente a los $0 para las mujeres. La renta per cápita para la localidad era de $18,885. Alrededor del 0% de la población estaban por debajo del umbral de pobreza.